# Jon Taylor
Jon Taylor ist ein Tontechniker, der seit Beginn seiner Karriere Ende der 1980er Jahre an mehr als 120 Film- und Fernsehproduktionen beteiligt war. Bei der Oscarverleihung 2015 war er für zwei Oscars in der Kategorie Bester Ton für seine Arbeit bei Birdman oder (Die unverhoffte Macht der Ahnungslosigkeit) und Unbroken nominiert. Er ist zudem Träger zwei Emmys für seinen Tonschnitt bei der Fernsehserie Flippers neue Abenteuer (1996 und 1997).

## Filmografie (Auswahl)
- 1989: True Blood
- 1990: Der Typ mit dem irren Blick II (Zapped Again!, Video/DVD)
- 1994–1995: Ausgerechnet Alaska (Northern Exposure, Fernsehserie)
- 1994–2000: Baywatch – Die Rettungsschwimmer von Malibu (TV Series)
- 1995–1997: Flippers neue Abenteuer (Flipper, Fernsehserie)
- 1996–1997: Big Easy – Straßen der Sünde (The Big Easy, Fernsehserie)
- 1997: Buffy – Im Bann der Dämonen (Buffy the Vampire Slayer, Fernsehserie)
- 1998: Dich kriegen wir auch noch! (Disturbing Behavior)
- 2001: Focus
- 2001: The Forsaken – Die Nacht ist gierig (The Forsaken)
- 2001: Animal – Das Tier im Manne (The Animal)
- 2001: Ran an die Braut (Get Over It)
- 2002: Pumpkin (sound re-recording mixer)
- 2003: Michael Bay’s Texas Chainsaw Massacre (The Texas Chainsaw Massacre)
- 2003: Buddy – Der Weihnachtself (Elf)
- 2003: 21 Gramm (21 Grams)
- 2003: Freddy vs. Jason
- 2003: Der Kindergarten Daddy (Daddy Day Care)
- 2003: The Cooler – Alles auf Liebe (The Cooler)
- 2003: National Security (sound re-recording mixer)
- 2004: Liebe lieber indisch (Bride & Prejudice)
- 2004: Final Call – Wenn er auflegt, muss sie sterben (Cellular)
- 2004: Die Ex-Freundinnen meines Freundes (Little Black Book)
- 2004: Wie ein einziger Tag (The Notebook)
- 2004: The Punisher
- 2004: 30 über Nacht (13 Going on 30)
- 2004: Dirty Dancing 2 (Dirty Dancing: Havana Nights)
- 2004: The Final Cut – Dein Tod ist erst der Anfang (The Final Cut)
- 2005: Æon Flux
- 2005: The Fog – Nebel des Grauens (The Fog)
- 2005: Into the Blue
- 2005: Dreamer – Ein Traum wird wahr (Dreamer: Inspired by a True Story)
- 2005: The Big White – Immer Ärger mit Raymond (The Big White)
- 2005: Die Bären sind los (Bad News Bears)
- 2005: So was wie Liebe (A Lot Like Love)
- 2005: Amityville Horror – Eine wahre Geschichte (The Amityville Horror)
- 2005: Die Maske 2: Die nächste Generation (Son of the Mask)
- 2006: Step Up
- 2006: Babel
- 2006: Scary Movie 4
- 2006: Final Destination 3
- 2006: Alpha Dog – Tödliche Freundschaften (Alpha Dog)
- 2007: Nach 7 Tagen – Ausgeflittert (The Heartbreak Kid)
- 2007: Gone Baby Gone – Kein Kinderspiel (Gone Baby Gone)
- 2007: Der Glücksbringer (Good Luck Chuck)
- 2007: Sind wir endlich fertig? (Are We Done Yet?)
- 2007: Number 23 (The Number 23)
- 2007: The Hitcher
- 2008: Vorbilder?! (Role Models)
- 2008: Flash of Genius
- 2008: Auf brennender Erde (The Burning Plain)
- 2008: Dance of the Dead
- 2008: 27 Dresses
- 2009: Selbst ist die Braut (The Proposal)
- 2009: Fighting
- 2010: Meine Frau, unsere Kinder und ich (Little Fockers)
- 2010: Wie durch ein Wunder (Charlie St. Cloud)
- 2010: Biutiful
- 2010: Repo Men
- 2011: In the Land of Blood and Honey
- 2011: Happy New Year
- 2011: The Thing
- 2011: The Ides of March – Tage des Verrats (The Ides of March)
- 2011: Fast & Furious Five (Fast Five)
- 2012: Die Qual der Wahl (The Campaign)
- 2012: Rock of Ages
- 2012–2014: America’s Next Top Model (Fernsehserie)
- 2013: 47 Ronin
- 2013: The Best Man – Hochzeit mit Hindernissen (The Best Man)
- 2013: Fast & Furious 6
- 2013: Gangster Squad
- 2013: Movie 43
- 2014: Unbroken
- 2014: Dracula Untold
- 2014: Birdman oder (Die unverhoffte Macht der Ahnungslosigkeit) (Birdman or (The Unexpected Virtue of Ignorance))
- 2014: Endless Love
- 2014: Ride Along
- 2015: The Revenant – Der Rückkehrer (The Revenant)
- 2015: Straight Outta Compton
- 2015: The Whispers (Fernsehserie)
- 2015: Kind 44 (Child 44)
- 2015: Fast & Furious 7 (Furious 7)

## Auszeichnungen (Auswahl)
- 1996: Daytime Emmy Award für den Tonschnitt bei Flippers neue Abenteuer (zusammen mit Kevin Patrick Burns, Paul Brincat und Christian P. Minkler)[1]
- 1997: Daytime Emmy Award für den Tonschnitt bei Flippers neue Abenteuer (zusammen mit Kevin Patrick Burns, Todd Orr und Craig Walmsley)[2]
- 2015: Oscar-Nominierung in der Kategorie Bester Tonschnitt für Unbroken (zusammen mit Frank A. Montaño und David Lee)[3]
- 2015: Oscar-Nominierung in der Kategorie Bester Tonschnitt für Birdman oder (Die unverhoffte Macht der Ahnungslosigkeit) (zusammen mit Frank A. Montaño und Thomas Varga)[3]
- 2019: Oscar-Nominierung in der Kategorie Bester Ton für Aufbruch zum Mond (zusammen mit Frank A. Montaño, Ai-Ling Lee und Mary H. Ellis)